# Biatlo nos Jogos Olímpicos de Inverno de 2018
As competições de biatlo nos Jogos Olímpicos de Inverno de 2018 foram realizadas no Centro de Biatlo Alpensia, em Daegwallyeong-myeon, Pyeongchang, entre 10 e 23 de fevereiro.

## Programação
A seguir está a programação da competição para os onze eventos da modalidade.
Horário local (UTC+9).
| Data            | Horário | Evento                                |
| --------------- | ------- | ------------------------------------- |
| 10 de fevereiro | 20:15   | Velocidade individual 7,5 km feminino |
| 11 de fevereiro | 20:15   | Velocidade individual 10 km masculino |
| 12 de fevereiro | 19:10   | Perseguição 10 km feminino            |
| 12 de fevereiro | 21:00   | Perseguição 12,5 km masculino         |
| 15 de fevereiro | 17:15   | 15 km individual feminino             |
| 15 de fevereiro | 20:20   | 20 km individual masculino            |
| 17 de fevereiro | 20:15   | 12,5 km em largada coletiva feminino  |
| 18 de fevereiro | 20:15   | 15 km em largada coletiva masculino   |
| 20 de fevereiro | 20:15   | Revezamento 4x6 km/7,5 km misto       |
| 22 de fevereiro | 20:15   | Revezamento 4x6 km feminino           |
| 23 de fevereiro | 20:15   | Revezamento 4x7,5 km masculino        |

## Medalhistas
Masculino
| Evento                          | Ouro                                                                         | Prata                                                                               | Bronze                                                            |
| ------------------------------- | ---------------------------------------------------------------------------- | ----------------------------------------------------------------------------------- | ----------------------------------------------------------------- |
| Individual 20 km detalhes       | Johannes Thingnes Bø NOR Noruega                                             | Jakov Fak SLO Eslovênia                                                             | Dominik Landertinger AUT Áustria                                  |
| Velocidade 10 km detalhes       | Arnd Peiffer GER Alemanha                                                    | Michal Krčmář CZE República Checa                                                   | Dominik Windisch ITA Itália                                       |
| Perseguição 12,5 km detalhes    | Martin Fourcade FRA França                                                   | Sebastian Samuelsson SWE Suécia                                                     | Benedikt Doll GER Alemanha                                        |
| Largada coletiva 15 km detalhes | Martin Fourcade FRA França                                                   | Simon Schempp GER Alemanha                                                          | Emil Hegle Svendsen NOR Noruega                                   |
| Revezamento 4x7,5 km detalhes   | Peppe Femling Jesper Nelin Sebastian Samuelsson Fredrik Lindström SWE Suécia | Lars Helge Birkeland Tarjei Bø Johannes Thingnes Bø Emil Hegle Svendsen NOR Noruega | Erik Lesser Benedikt Doll Arnd Peiffer Simon Schempp GER Alemanha |

Feminino
| Evento                            | Ouro                                                                                | Prata                                                            | Bronze                                                                      |
| --------------------------------- | ----------------------------------------------------------------------------------- | ---------------------------------------------------------------- | --------------------------------------------------------------------------- |
| Individual 15 km detalhes         | Hanna Öberg SWE Suécia                                                              | Anastasiya Kuzmina SVK Eslováquia                                | Laura Dahlmeier GER Alemanha                                                |
| Velocidade 7,5 km detalhes        | Laura Dahlmeier GER Alemanha                                                        | Marte Olsbu NOR Noruega                                          | Veronika Vítková CZE República Checa                                        |
| Perseguição 10 km detalhes        | Laura Dahlmeier GER Alemanha                                                        | Anastasiya Kuzmina SVK Eslováquia                                | Anaïs Bescond FRA França                                                    |
| Largada coletiva 12,5 km detalhes | Anastasiya Kuzmina SVK Eslováquia                                                   | Darya Domracheva BLR Bielorrússia                                | Tiril Eckhoff NOR Noruega                                                   |
| Revezamento 4x6 km detalhes       | Nadezhda Skardino Iryna Kryuko Dzinara Alimbekava Darya Domracheva BLR Bielorrússia | Linn Persson Mona Brorsson Anna Magnusson Hanna Öberg SWE Suécia | Anaïs Chevalier Marie Dorin Habert Justine Braisaz Anaïs Bescond FRA França |

Misto
| Evento                             | Ouro                                                                        | Prata                                                                          | Bronze                                                                |
| ---------------------------------- | --------------------------------------------------------------------------- | ------------------------------------------------------------------------------ | --------------------------------------------------------------------- |
| Revezamento 4x6 km/7,5 km detalhes | Marie Dorin Habert Anaïs Bescond Simon Desthieux Martin Fourcade FRA França | Marte Olsbu Tiril Eckhoff Johannes Thingnes Bø Emil Hegle Svendsen NOR Noruega | Lisa Vittozzi Dorothea Wierer Lukas Hofer Dominik Windisch ITA Itália |

## Quadro de medalhas
| Ordem | País                | Medalha de ouro | Medalha de prata | Medalha de bronze |    | Ordem por total |
| ----- | ------------------- | --------------- | ---------------- | ----------------- | -- | --------------- |
| 1     | GER Alemanha        | 3               | 1                | 3                 | 7  | 1               |
| 2     | FRA França          | 3               |                  | 2                 | 5  | 3               |
| 3     | SWE Suécia          | 2               | 2                |                   | 4  | 4               |
| 4     | NOR Noruega         | 1               | 3                | 2                 | 6  | 2               |
| 5     | SVK Eslováquia      | 1               | 2                |                   | 3  | 5               |
| 6     | BLR Bielorrússia    | 1               | 1                |                   | 2  | 6               |
| 7     | CZE República Checa |                 | 1                | 1                 | 2  | 6               |
| 8     | SLO Eslovênia       |                 | 1                |                   | 1  | 9               |
| 9     | ITA Itália          |                 |                  | 2                 | 2  | 6               |
| 10    | AUT Áustria         |                 |                  | 1                 | 1  | 9               |
| TOTAL | TOTAL               | 11              | 11               | 11                | 33 | —               |